# Peter Handford

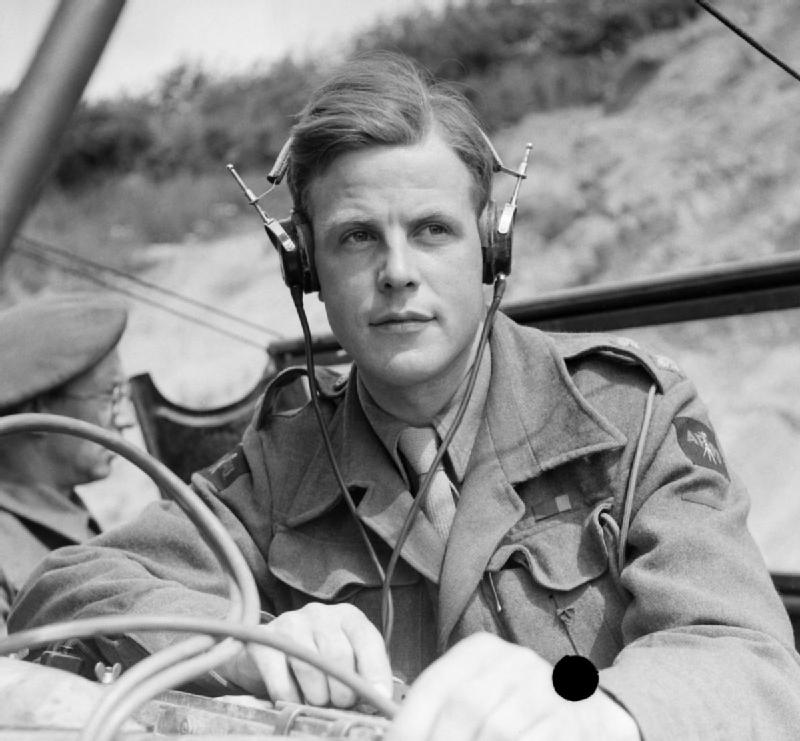
Peter Handford mit Sound-Ausrüstung nach Kriegsende 1945

Peter Handford (* 21. März 1919; † 6. November 2007) war ein britischer Tontechniker.
Handford hat im Zweiten Weltkrieg für die britischen Truppen den „D-Day“ dokumentiert, als am 6. Juni 1944 die alliierten Truppen in der Normandie landeten (Operation Overlord). Später arbeitete er unter anderem mit Alfred Hitchcock zusammen.
1986 wurde Peter Handford für Jenseits von Afrika mit dem Oscar für den besten Ton ausgezeichnet.